# Мельсдорф

Мельсдорф (нем. Melsdorf) — коммуна в Германии, в земле Шлезвиг-Гольштейн.
Входит в состав района Рендсбург-Экернфёрде. Подчиняется управлению Ахтервер. Население составляет 1744 человека (на 31 декабря 2010 года). Занимает площадь 5,86 км².